# Bjarne Kroepelien
Bjarne Kroepelien (* 3. Mai 1890 in Bergen; † 28. April 1966 in Oslo) war ein norwegischer Weinhändler und Buchautor, hauptsächlich aber bekannt für seine umfangreiche Sammlung von Literatur über die polynesischen Inseln. Thor Heyerdahls Studien über Polynesien begannen mit dem Zugang zu Kroepeliens Bibliothek.

## Leben
Bjarne war das älteste von vier Kindern des Ehepaars Jakob und Dagny Kroepelien. Sein Vater war Lebensmittel- und Weinhändler, was auch den Werdegang des Sohnes bestimmte, der sich allerdings zunächst in Übersee beweisen wollte: 1908 ging er nach Chicago, wo er ein Jahr lang in einem Eisenbahnunternehmen angestellt war. 1909 nach Bergen zurückgekehrt, arbeitete er in einem Handelsbüro.
1917 jedoch reiste der abenteuerlustige junge Mann nach Tahiti, wo er sich in die schöne Tuimata verliebte und sie gemäß dortiger Sitte heiratete. Später wurden beide vom mächtigsten Häuptling der Insel, Teriieroo, Häuptling von Papenoo, adoptiert. 
Als die Spanische Grippe 1918 Tahiti erreichte, fiel ihr ein Drittel der Bevölkerung zum Opfer, darunter auch Tuimata. Zusammen mit Tuimata und zuletzt allein hatte Kroepelien sich um die Pflege der Kranken und die Beerdigung der Verstorbenen gekümmert, was ihm einen französischen Verdienstorden einbrachte.
1919 kam Kroepelien nach Norwegen zurück und ließ sich in Oslo nieder. Zwar reiste er nie mehr nach Polynesien, doch lebte er in steter Erinnerung an seine verstorbene große Liebe und heiratete nicht wieder. Er schrieb über Tuimata eines seiner Bücher und baute auch die vermutlich größte Privatbibliothek über die Südsee auf, die zuletzt mindestens 4.500 Werke umfasste. Die Sammlung wurde von der Universitätsbibliothek der Universität Oslo aus Kroepeliens Nachlass angekauft und befindet sich derzeit im Kon-Tiki-Museum, das sich ebenfalls an den Kosten beteiligt hatte.